# مامادو مريم ديالو
مامادو مريم ديالو (بالفرنسية: Mamadou Mariem Diallo)‏ هو لاعب كرة قدم سنغالي في مركز الدفاع، ولد في 2 مارس 1967 في السنغال.